# S-200
 (février 2018).
Si vous disposez d'ouvrages ou d'articles de référence ou si vous connaissez des sites web de qualité traitant du thème abordé ici, merci de compléter l'article en donnant les références utiles à sa vérifiabilité et en les liant à la section « Notes et références ».

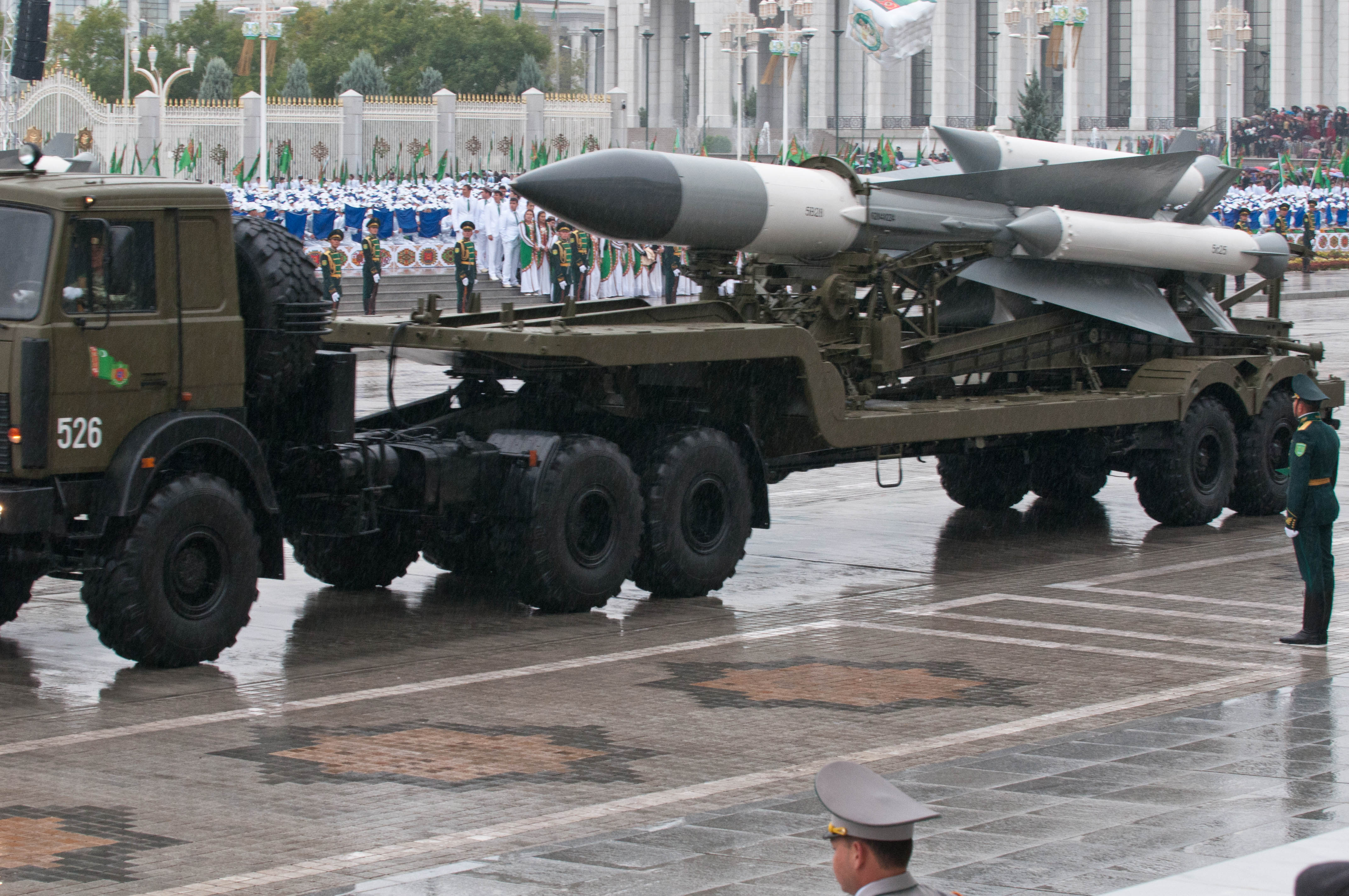
Sur véhicule porteur de l'armée du Turkmenistan en 2011

Le S-200 Angara/Vega/Doubna (en russe Ангара\Вега\Дубна) connu sous son code OTAN SA-5 Gammon est un système de missile sol-air de moyenne à haute altitude à très longue portée conçu par l'Union soviétique durant la guerre froide.

## Historique
Ce système conçu par NPO Almaz (en) est déployé à partir de 1966 a été conçu pour défendre de larges zones des attaques de bombardiers ou d'autres aéronefs stratégiques. 	
Au fil du temps, le nombre de sites et de lanceurs S-200 a augmenté en URSS, atteignant un sommet de 130 sites et 2 030 lanceurs dans les années 1980 et au début des années 1990.

## Description
Chaque bataillon dispose de six lanceurs de missile à rail simple pour les missiles d'une longueur de 10,72 mètres et un radar de contrôle de tir. 
Il peut également être couplé avec un système de radar de plus longue portée.
Des versions existent emportant une arme nucléaire tactique. Il servit notamment au lancement du Kholod, le premier superstatoréacteur ayant volé.
À la suite de l'Invasion de l'Ukraine par la Russie, il est allégué en 2023 que l'Ukraine modifie des missiles retirés du service en missile sol-sol,, et en missile sol-air qui aurait abattu un Iliouchine A-50 en mer Noire.

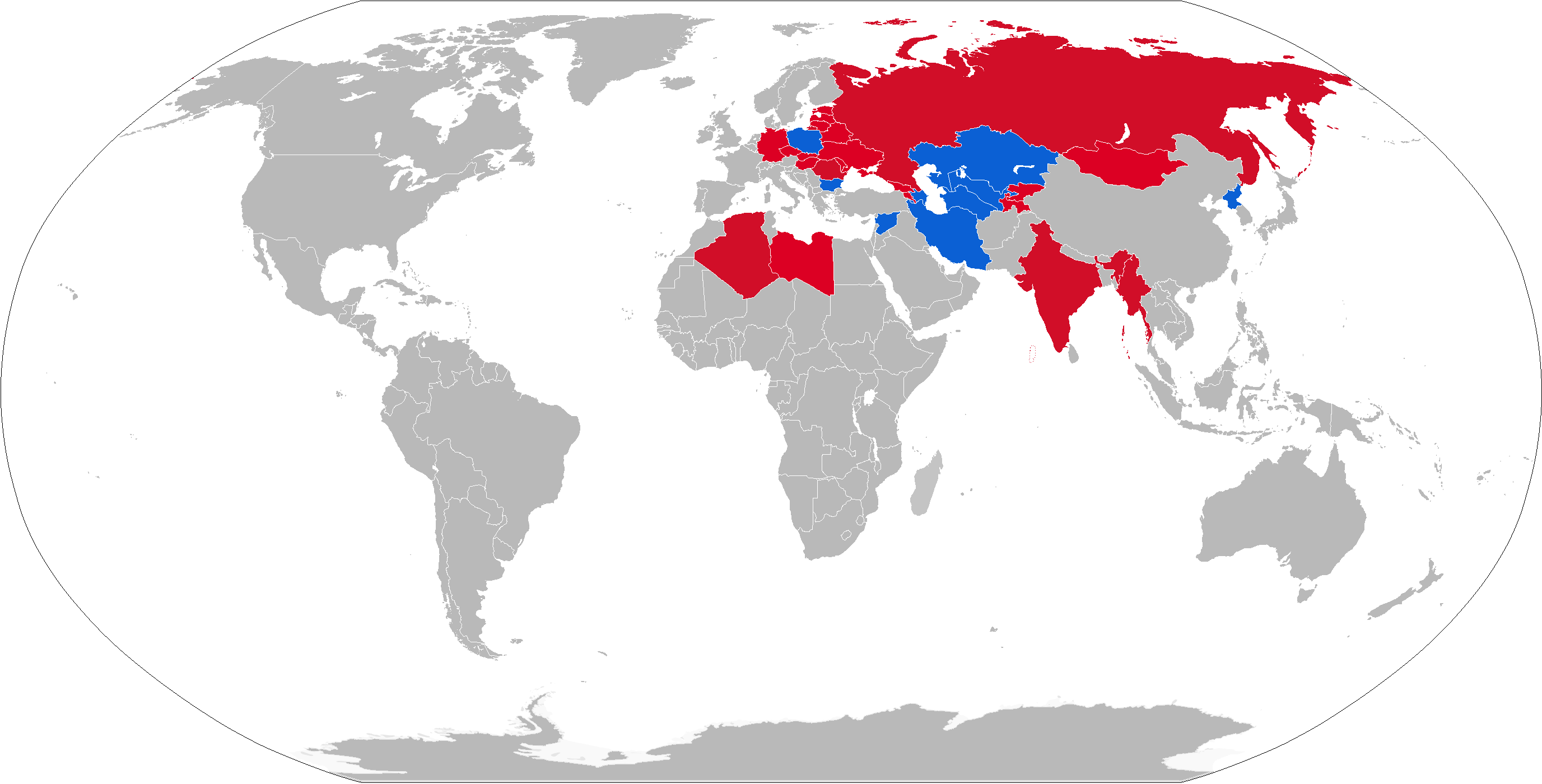
En bleu, pays utilisant le S-200 en 2008. En rouge, anciens utilisateurs

## Opérateur militaire
- Syrie

## Ancien opérateur militaire
- Russie : En 2014, il était retiré du service.